# Agave durangensis
El  agave cenizo (Agave durangensis) es una planta de la familia de los agaves (Asparagaceae) de la región de Durango, México. Es de los magueyes medianos, sus rosetas miden casi un metro. Sus hojas son ásperas y con apariencia de estar cubiertas con cera, con mamilas y dientes aplanados.

## Descripción y hábitat
Sus rosetas miden hasta 1.8 metros de diámetro, son glauco grisáceas y ásperas. Es un maguey mediano a grande. Solitario o cespitoso y de tallo corto gris glauco. Sus hojas miden de 40 a 90 cm de largo por 14 a 22 de ancho, más anchas en la mitad y delgadas sobre la base. Son ásperas, cerosas y con el margen con mamilas y dientes prominentes de 1 a 2 cm de longitud, aplanados, y separados de 1 a 2 cm con una espina dura de 4 a 6 cm de largo. Acanalada en la superficie, gris cerosa sobre color marrón. La inflorescencias es una panícula de 7 a 8 metros de alto. Las flores son amarillas erectas. Se ha aprovechado desde hace más de 50 años. A fines de los 70 se han establecido algunas plantas productoras de mezcal en la región de Registrillo. Los tepehuanos de Canoas Durango, elaboran de este maguey un mezcal que llegan a Huejuquilla, Jalisco, donde se comercializa con el nombre de “tepe”. Es endémico de Durango y Zacatecas. Habita desde los 2000 metros de altitud hasta debajo del bosque de pino encino y encino.